# Sancho Figueroa Andrade
Sancho Figueroa Andrade, Sancho de Andrade de Figueroa o Sancho Pardo de Andrade y Figueroa (La Coruña, 1632-Quito, 2 de mayo de 1702) fue un prelado católico español. Canónigo de Mondoñedo, pasó a América, donde fue obispo de Huamanga (1679-1687) y luego de Quito (1687-1702).

## Biografía

### Primeros años y formación
Hijo del capitán Juan de Andrade y Figueroa, y de Manuela Arias y Mejía Dávila. Pertenecía a una noble y antigua familia gallega. Cursó sus estudios superiores en Santiago de Compostela, siguiendo Artes en el Colegio de San Jerónimo, y Teología en el Colegio de Santiago Alfeo (o Colegio de Fonseca) donde se graduó de doctor en 1661. Por entonces, ya había sido ordenado sacerdote. Luego pasó al Colegio Mayor de Oviedo de la Universidad de Salamanca, donde se graduó de doctor en ambos derechos, Civil y Canónigo. A fines de 1664 obtuvo por oposición la canonjía magistral en la catedral de Mondoñedo. Postuló para algunas canonjías de la catedral compostelana, sin éxito.

## Episcopado

### Obispo de Huamanga
A principios de 1679, el rey Carlos II lo propuso para el vacante obispado de Huamanga, en el Perú. Ello debido a que habían fallecido tanto su obispo titular, Cristóbal de Castilla y Zamora, como el preconizado Antonio de San Pedro, que no llegó a ocupar la silla episcopal.
El 12 de junio de 1679, el papa Inocencio XI ratificó la propuesta real, nombrándole obispo de Huamanga. Emprendió viaje a América en 1680, arribando primero a Cartagena de Indias, pasando luego a Portobelo y de allí a Panamá, donde fue consagrado por el obispo Lucas Fernández de Piedrahíta, el 14 de abril de 1680. Aunque esta fecha (que aparece en la base oficial de datos de los obispos de la Iglesia Católica), parece estar errada, de acuerdo a la investigación hecha por Carlos García Cortés, pues consta en una carta que envió Figueroa al cabildo de Mondoñedo que su arribo a América se produjo en abril del año siguiente.
El 29 de septiembre de 1682 ingresó finalmente a la sede de Huamanga. Hizo la visita pastoral del territorio de su diócesis, que abarcaban cuatro provincias, lo que le tomó algunos años. Se preocupó también por la mejora de la Universidad de San Cristóbal (la tercera del Perú después de la de Lima y Cuzco) y por la formación de los clérigos en el colegio de jesuitas. Por esa época, religiosas venidas de Lima fundaron el Convento de las Carmelitas Descalzas, gracias a una gran suma dejada por Juan de la Maza Quijano.
Hizo la controvertida propuesta de que ya no se debía tratar a los indígenas como neófitos en cuestiones de la fe (al haber pasado ya muchos años del inicio de la evangelización) y que la Inquisición debía encargarse de combatir la idolatría subsistente en dicha población.
Su gobierno episcopal en Huamanga solo duró cinco años. Fue nombrado obispo coadjutor de Quito, debido a la avanzada edad del titular de dicha sede, Alfonso de la Peña Montenegro (que era gallego como él), con derecho a sucederle en caso de que falleciera. Al principio, no quiso abandonar su sede huamanguina, aduciendo al responsabilidad que tenía hacia sus feligreses, pero al producirse el fallecimiento de De la Peña, el 12 de mayo de 1687, no tuvo otra opción que partir hacia Quito. Su viaje a dicha sede demoró más de lo normal, debido a que las costas estaban infestadas por corsarios y piratas; precisamente, en aquel año de 1687 se produjo el famoso incendio de Guayaquil.

### Obispo de Quito
El 15 de noviembre de 1687 fue nombrado obispo de Quito por el papa Inocencio XI. Hizo su entrada a dicha ciudad el 18 de enero de 1688, donde tomó posesión como simple provisor, a la espera de las bulas papales, que tardaron cuatro años en llegar.
Encontró la ciudad agitada, debido a una división producida dentro del seno de la orden agustina a raíz de la designación de un nuevo provincial. Elección que se consideró ilegítima y que motivó la intervención de los oidores de la Real Audiencia de Quito, cuyas decisiones fueron apoyadas por el obispo Sancho Figueroa, con el fin de imponer la disciplina. Desde Lima fue enviado como visitador el oidor Mateo de la Mata Ponce de León, que asumió la presidencia de la audiencia quiteña en 1691. Este tuvo también algunos roces con el obispo por cuestiones relativas a la observancia del ceremonial romano durante sus visitas.
Realizó la visita pastoral a toda su diócesis, llegando incluso hasta la zona alejada de la provincia de Barbacoas, en el norte. Durante su gobierno hubo muchas catástrofes naturales, como el terremoto de Latacunga de 1692, la epidemia de 1693 a 1694, una severa sequía que se prolongó hasta finales del siglo, y otro terremoto destructivo en 1698.

#### Virgen de la Nube

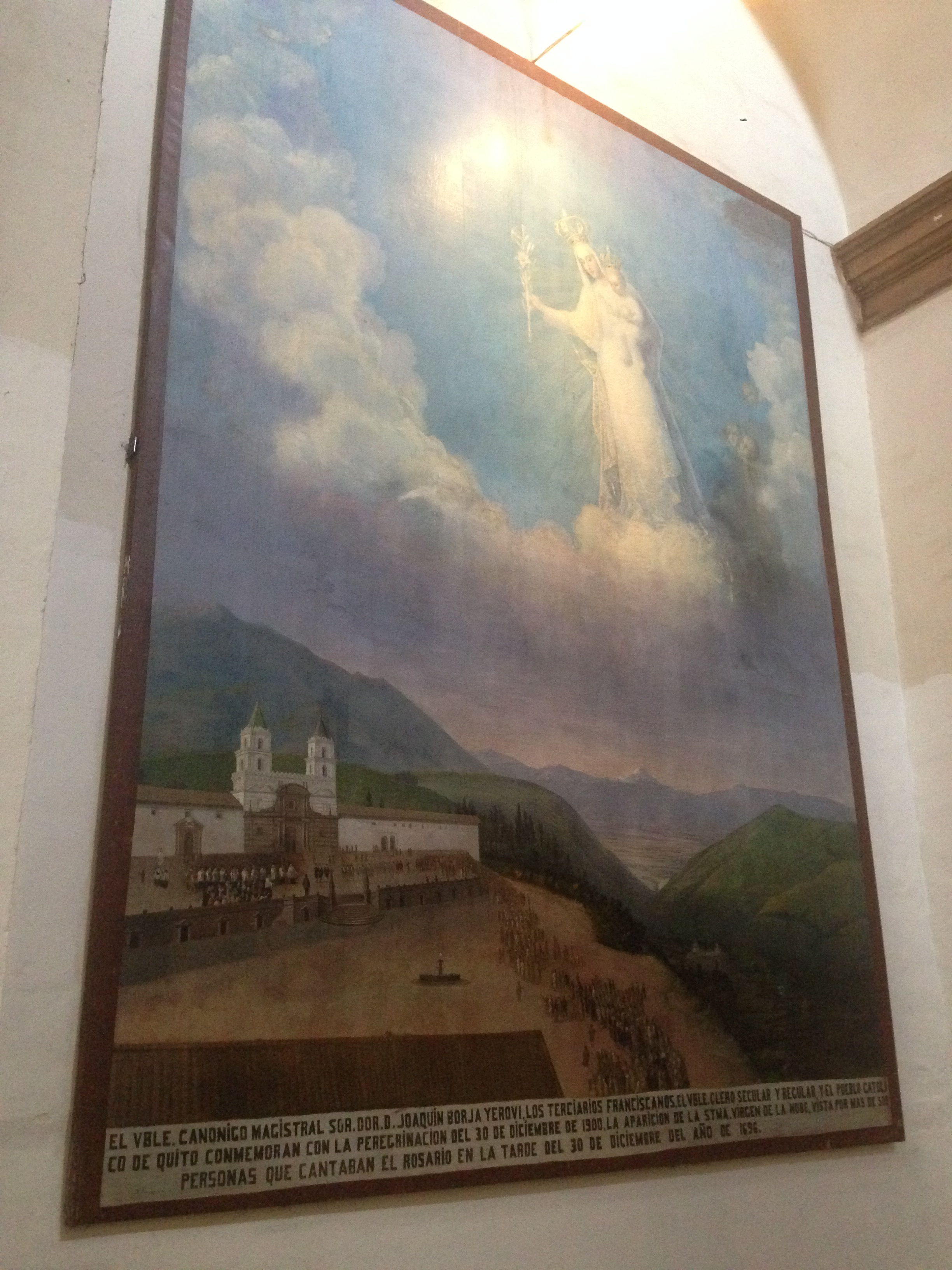
Representación pictórica de una conmemoración de la aparición de la Virgen de la Nube ante la iglesia de San Francisco de Quito.

En 1696 enfermó gravemente de pulmonía y fue desahuciado por los médicos; incluso, llegó a recibir la extremaunción. Desde el pueblo de Guápulo, sus feligreses trajeron una imagen mariana y organizaron una novena a la Virgen del Rosario por la salud del obispo. Esta culminó el 30 de diciembre con una procesión de más de quinientas personas que se dirigieron hacia la iglesia de San Francisco (Quito); estando ya en el atrio, un clérigo creyó ver en el cielo una perfecta imagen de la Virgen formada por las nubes; y muchos como él afirmaron haber visto lo mismo. El suceso se consideró milagroso, y más aún, cuando el obispo recobró la salud y pudo continuar con su ministerio pastoral por seis años más, hasta su deceso en 1702. Este fue el origen de la famosa veneración a la Virgen de la Nube o Nuestra Señora de Nube, representada como una Reina que sujeta con su mano derecha un cetro y con la izquierda al Niño Jesús.

### Fallecimiento
El obispo Figueroa falleció a las cuatro de la tarde del 2 de mayo de 1702, aquejado probablemente de un cáncer. Su muerte fue tranquila, mientras rezaba el rosario.